# Cenco Portal La Dehesa
Cenco Portal La Dehesa es un centro comercial ubicado en la comuna de Lo Barnechea, en Santiago en Chile. Es propiedad del holding Cencosud, que también es propietario de los centros comerciales Cenco Alto Las Condes, Cenco Costanera y Cenco Florida. Fue inaugurado el 29 de noviembre de 2003.

## Historia
Portal La Dehesa fue inaugurado el 29 de noviembre de 2003. Posee una extensión total de aproximadamente de 11,7 ha. Está ubicado en la intersección de Avenida La Dehesa con Comandante Malbec, y se caracteriza principalmente debido a su estructura de aspecto colonial, combinada con una gran variedad de terrenos con vegetación, cosa que es común dentro de la comuna en la que se ubica este centro comercial.
En octubre de 2004 Cencosud y S.A.C.I Falabella firman un contrato que le permite al centro comercial asentar su primera tienda ancla: Falabella, el cual fue inaugurado en 2005.
En julio de 2005, la cadena de cines peruana Movieland abrió un complejo de cines dentro del centro comercial. Este consta de ocho salas y está ubicado en el segundo piso del mall.
El 30 de octubre de 2006 marca la apertura de la segunda tienda ancla del mall, Ripley. Esta se caracteriza por mezclar características tanto de otras tiendas anclas Ripley en otros malls como de la tienda Ripley emplazada en el ex Hotel Crillón (ubicada en la esquina de Ahumada con Agustinas, en Santiago Centro), en el sentido de que dentro de ella se puede encontrar una gran variedad de productos destinados a todo público, pero con un enfoque especial en la mujer, teniendo uno de los dos pisos de la tienda exclusivamente con productos para ella.
A fines de 2015 Ripley cerró sus puertas en Portal La Dehesa siendo reemplazado por Paris, cuya tienda fue inaugurada el 10 de noviembre de 2016.

## Distribución y contenido
El centro comercial posee más de 2500 estacionamientos divididos en dos niveles (uno en suelo y otro en subsuelo). Dentro de la estructura del centro comercial existen dos pisos que en conjunto poseen más de 120 locales comerciales, un hipermercado Jumbo, un Easy, un complejo de 8 salas de cine Cineplanet, dos tiendas ancla (tiendas grandes por departamento): París (al norte) y Falabella (al sur). Además, en un tercer piso está instalado el Centro Médico Clínica Santa María.